# Shamsuddin Amiri
Shamsuddin Amiri, född 12 februari 1985, är en afghansk fotbollsmålvakt som spelar för Kabul Bank FC och för det Afghanska landslaget. Amiri är en av de mest erfarna spelarna i Afghanistan. I juni 2007 fick han utmärkelsen Afghanistans bästa spelare. Då var han bara 22 år. Han har en gång gjort mål på klubbnivå på en inspark.